# Прощальное письмо американскому народу

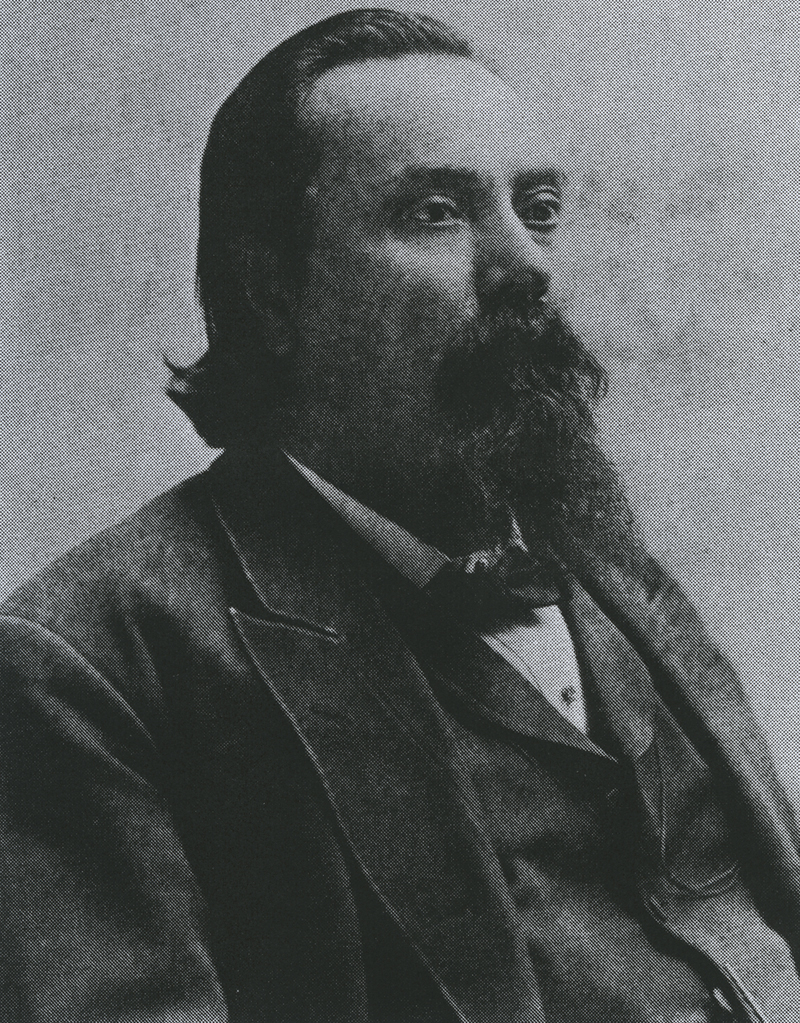
Джордж У. Харкинс (George W. Harkins) (1810—1890). Политик и вождь племени чокто.

Прощальное письмо американскому народу — широко опубликованное в американской прессе в 1832 году письмо будущего вождя индейцев чокто Джорджа Харкинса. В письме осуждалось навязанное правительством США переселение индейцев чокто с родных земель на территорию нынешнего штата Оклахома. Письмо по сей день считается одним из важнейших документов истории американских индейцев.

## Предпосылки

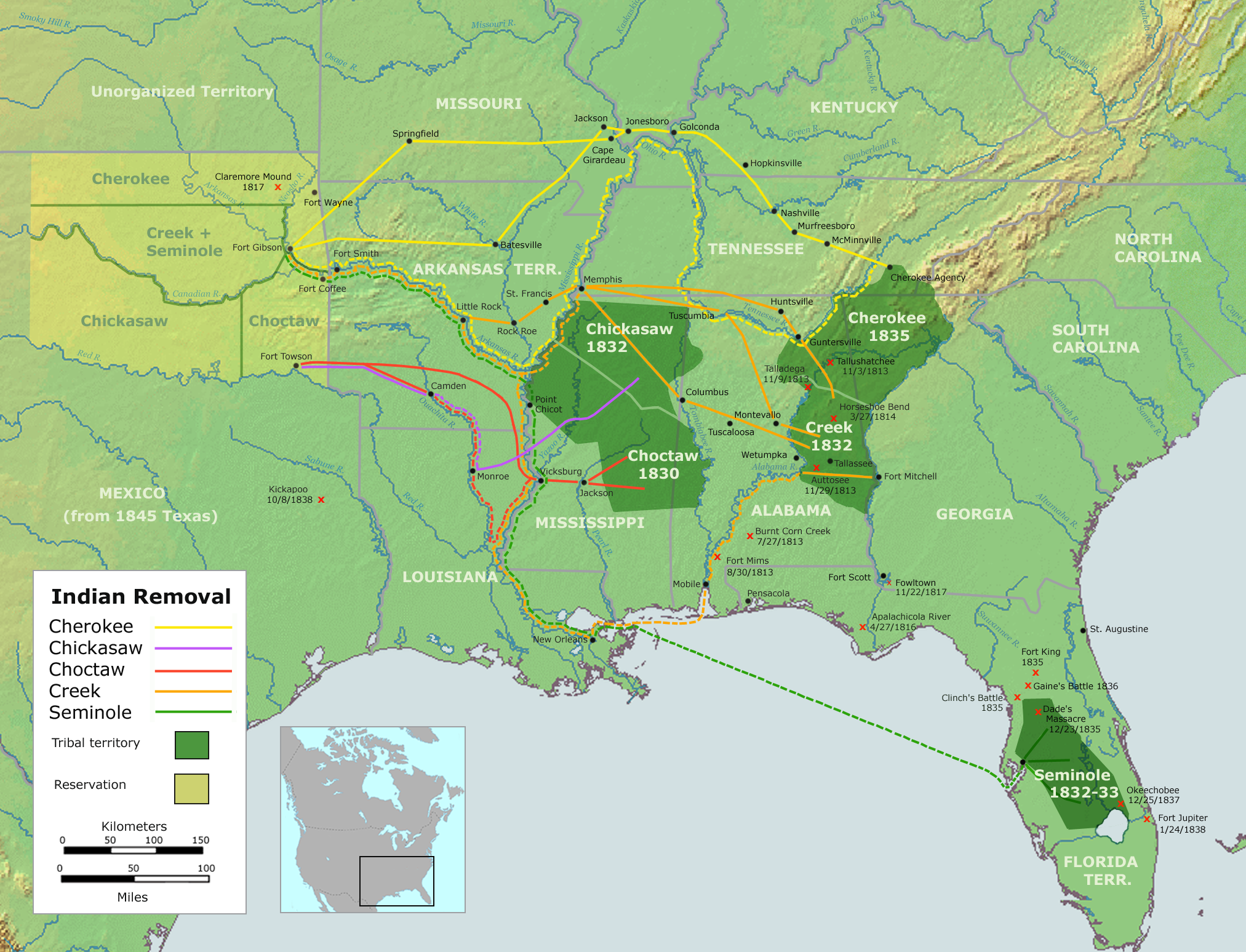
Маршруты переселения индейцев пяти цивилизованных племён на Индейскую территорию − дорога слёз.

До начала XIX века правительство США и, в частности, президенты Джордж Вашингтон и впоследствии Томас Джеферсон проводили политику приобщения индейцев пяти цивилизованных племён, в число которых входили и чокто, к европейской культуре на территориях, отведенным им, как суверенным нациям. Индейцы этих племён приняли христианство, освоили фермерское земледелие и даже «передовые» формы американского земледелия с использованием чёрных рабов. Однако с ростом белого населения обширные и плодородные индейские земли стали предметом вожделения белых поселенцев. Правительства штатов перестали признавать племенные права индейцев на территорию, белые поселенцы безнаказанно захватывали эти земли, и правительство США начало последовательно в «договорном» порядке аннексировать индейские территории. С приходом к власти президента Джексона было принято радикальное решение о переселении всех индейцев, желавших сохранить племенное самоуправление, с востока США на Индейскую территорию в районе современного штата Оклахома. Переселение происходило в соответствии с законом о переселении, принятом в 1830 году, который внешне имел «цивилизованный» вид и предполагал федеральное финансирование, но в реальности привёл к гибели большого числа индейцев востока США. Хотя переселение чокто происходило в «добровольном» порядке и в качестве примера для остальных, дорога слёз, инфекционные болезни и трудности адаптации на новом месте также привели к значительным человеческим потерям. Не все индейцы чокто переселились. Несколько тысяч решили остаться под юрисдикцией белых властей, но их ждали не меньшие испытания.

## Письмо
В письме, которое Харкинс написал в возрасте 22 лет, он разъяснил мотивы чокто, которые не позволили им остаться в родных местах под властью белых и осудил репрессивную и вероломную политику американцев в отношении индейцев. В частности, он писал:
Не без смущения я вознамерился обратиться к американскому народу, внятно сознавая и ощущая свою некомпетентность, и полагая, что для ваших просвещённых и просветлённых умов вряд ли будет занимательным обращение какого-то чокто… Мы оказались меж двух зол и выбрали на наш взгляд меньшее. Мы не могли признать право, которое присвоил себе штат Миссисипи — права быть нашим законодателем и судьёй. Хотя власти штата компетентны в создании законов для своих собственных граждан, это не значит, что они станут хорошими законодателями для чокто, народа столь несхожего по характеру и обычаям с белыми. Допустим даже, что власти поймут проблемы нашего народа, но могут ли они устранить гору предрассудков, которая всегда препятствовала торжеству законности и стояла непреодолимой преградой между благотворным правосудием и моим любимым народом. Мы, чокто, предпочитаем страдать и остаться свободными, но не жить под разрушительным воздействием законов, в создании которых мы не принимали никакого участия.
Хотя штат Миссисипи принёс нам много зла, я выражаю ему от всего сердца только искреннее пожелание процветания и счастья.

Я хотел бы надеяться, что в будущем новые поколения не будут ощущать воздействия репрессий, которым столь жестоко подвергли нас, пусть мир и счастье будут им наградой. Среди мрака и ужаса сегодняшнего расставания нас ободряет надежда, что вскоре мы достигнем предназначенной нам земли, и ничто, кроме самого подлого предательства никогда не отнимет её у нас, на ней мы сможем жить свободно. Хотя ваши предки завоевали свободу на поле боя и славы, наши предки были свободны с момента рождения, но вы заставили нас выкупать свою свободу как самых презренных рабов.

## Последствия
Письмо Харкинса было опубликовано в американской прессе и вызвало некоторый резонанс, но никак не изменило отношение белых поселенцев к индейцам. Впоследствии американские публицисты протестовали против насильственной депортации индейцев чероки, в ходе которой погибло около 20 % индейцев племени. Но никакого воздействия на политику американского правительства эти протесты также не оказали.
Предположения Харкинса о том, что индейцев, оставшихся под властью белых, ждут дискриминация и преследования, полностью оправдались. В 1849 году они описывали ситуацию так: «наши жилища разрушают и жгут, наши ограды сносят, на наши поля выгоняют скот, а нас самих бьют плетьми, заковывают в ручные и ножные кандалы и всячески оскорбляют, от такого обращения наши лучшие мужчины умерли».
Расизм в отношении индейцев Миссисипи превосходил расизм в отношении негров. Выдавливание чокто из Миссисипи продолжалось до начала XX века.
Однако надежда Харкинса «распрощаться» с американским народом оказалась тщетной. В результате демографического давления белых и ассимиляционной политики правительства США Индейская территория и Территория Оклахома (слово «Оклахома» на языке чокто означает «Красные люди») были ликвидированы и после слияния превратились в обычный американский штат Оклахома с территориями «племенной юрисдикции». 
В 2011 году «нация чокто Оклахомы» насчитывала 223279 зарегистрированных членов, из которых только 84670 жили в штате Оклахома.  На территории племенной юрисдикции чокто (28140 км²) проживали 233126 граждан, большинство из которых не чокто. В 1934 году был принят закон о реорганизации индейцев, который восстанавливал некоторые права коренного населения, и в 1945 году чокто сумели восстановить небольшую резервацию на своей исторической родине в штате Миссисипи.